# S/y Bies
Bies – zbudowany sposobem gospodarczym jacht morski, kecz typu Dziwna 2, pływający po Bałtyku i Morzu Północnym. Jego armatorem był przez wiele lat Klub Żeglarski "Nysa" w Głębinowie, obecnym armatorem jest Wojciech Kaczor.

## Nazwa
Nazwa pochodzi od imienia przedsłowiańskiego demona Bies, które oznaczało „powodujący strach, przerażenie”. Nazwa typu jachtu (Dziwna 2) nawiązuje do nazwy cieśniny łączącej Zalew Szczeciński z Morzem Bałtyckim.

## Parametry i wyposażenie jachtu

### Rodzaj, typ i klasa jachtu
- rodzaj statku = jacht sportowy
- napęd = żaglowy z silnikiem pomocniczym
- typ kadłuba = Dziwna 2[2] – jedyny zbudowany jacht tego typu (był też drugi – budowany w Czechach – ale niedokończony)
- klasa PRS = (yK) I (Świadectwo klasy jachtu nr 17/OR/2010), co oznacza, że jacht został zbudowany bez nadzoru towarzystwa klasyfikacyjnego, a klasa Polskiego Rejestru Statków została nadana mu po zbudowaniu. Żegluga tego jachtu jest ograniczona do Morza Północnego (do 62° szerokości geograficznej północnej i do 8° długości geograficznej zachodniej i do linii łączącej Ouessant we Francji i Fastnet w Irlandii), Morza Śródziemnego oraz mórz otwartych do 200 mil morskich od miejsca schronienia z dopuszczalną odległością między dwoma miejscami schronienia do 400 mil morskich[3].

### Pozostałe parametry kadłuba
- wysokość boczna = 3,38 m
- kokpit = 0,62 m³
- maksymalna wysokość w kabinie = 1,85 m
- liczba kabin = 3 (kubryk w części dziobowej, mesa w części środkowej kadłuba i kabina w części rufowej)
- liczba koi = 10 (4 w kubryku w części dziobowej, 4 w mesie i 2 w kabinie rufowej)
- liczba zejściówek = 2 (do kabiny nawigacyjnej i do kubryku w części dziobowej)
- liczba toalet (kingstonów) = 1
- liczba kambuzów = 1
- zbiornik na wodę = 400 l
- zbiornik na paliwo = 400 l
- ster = koło sterowe.

Jacht typu Dziwna 2 posiada dużą dzielność morską. Ma bardzo wygodną mesę oraz dużą kabinę nawigacyjną. Może bez trudu pomieścić dziesięcioosobową załogę.

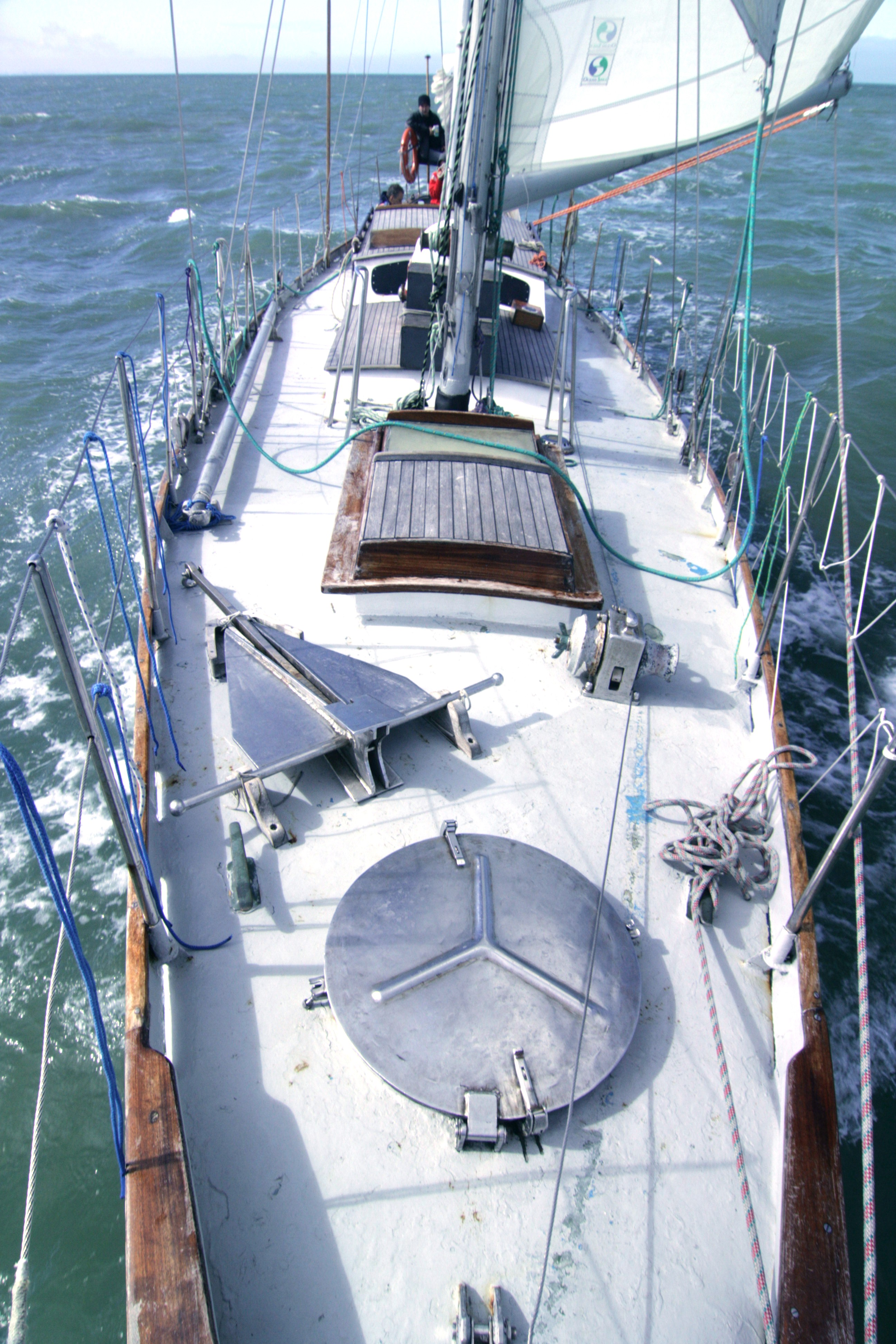
Część dziobowa pokładu s/y Bies, Morze Północne, 2010
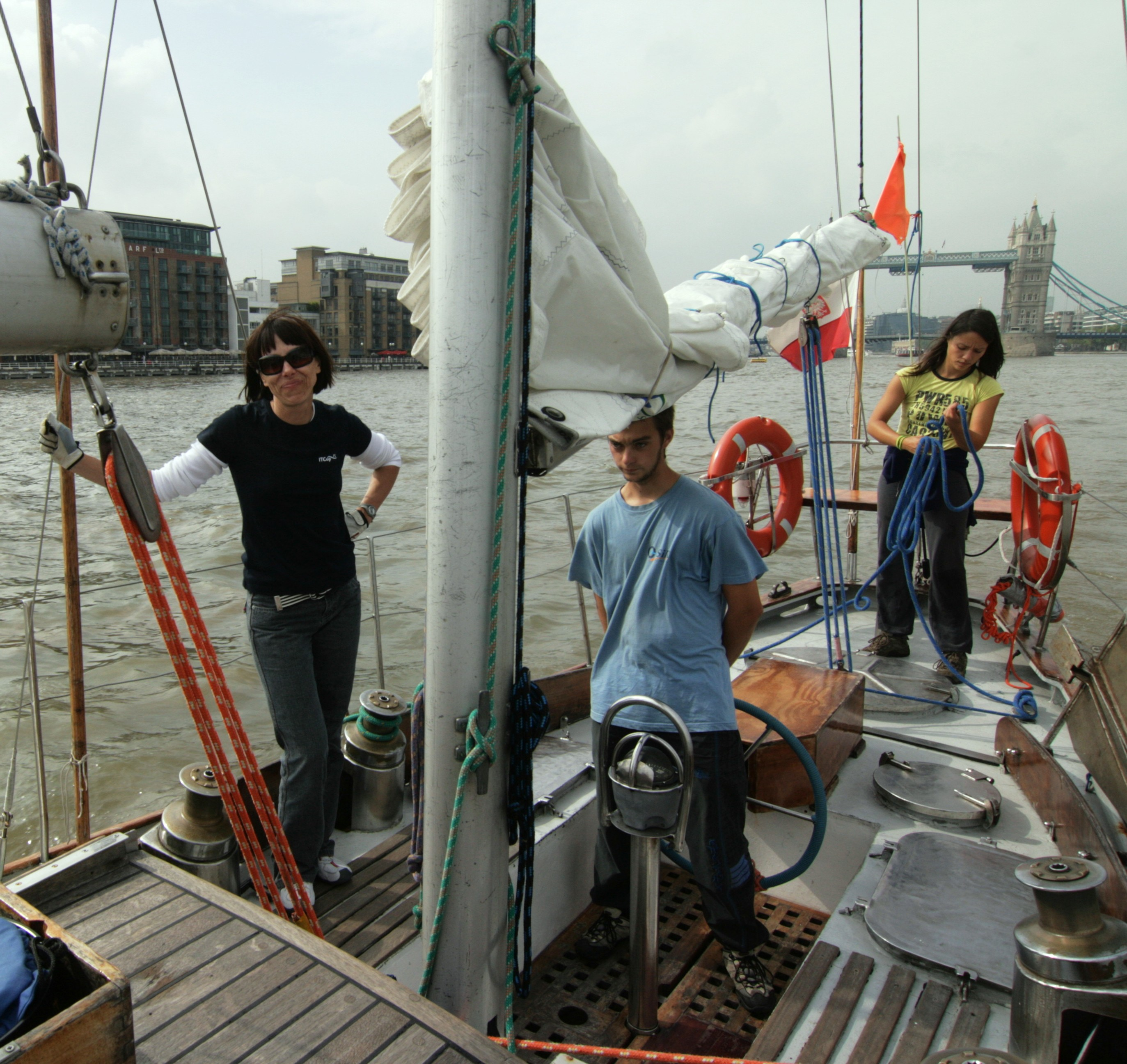
Kokpit i pokład części rufowej s/y Bies, Tamiza, 2010, w tle most Tower Bridge

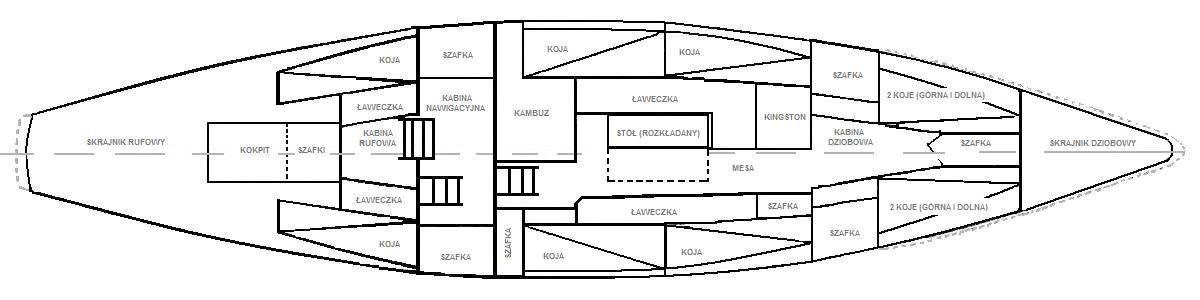
Plan rozmieszczenia pomieszczeń w SY Bies

### Plan rozmieszczenia pomieszczeń

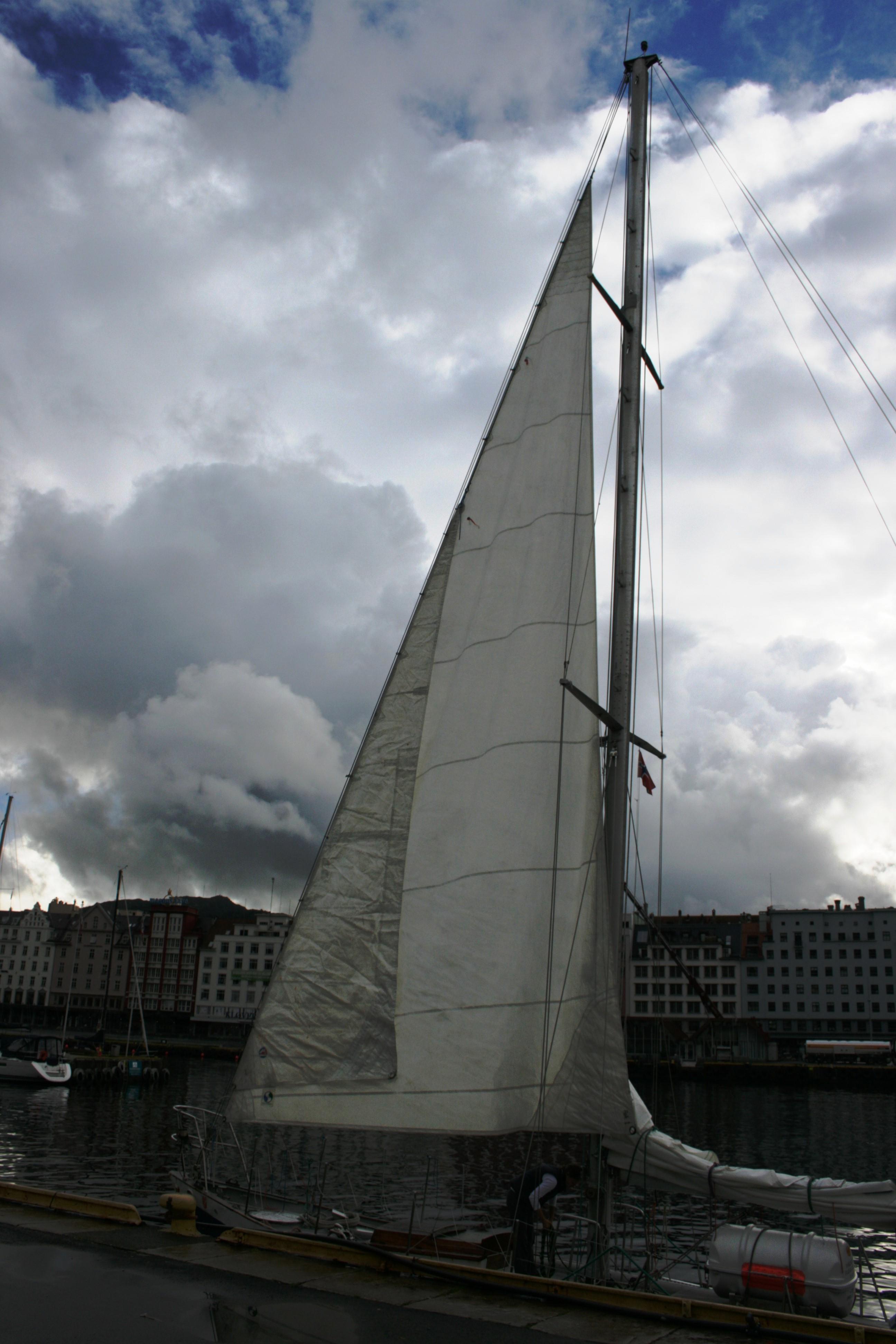
s/y Bies z dwoma suszącymi się fokami: normalnym i sztormowym, zacumowany w Bergen, 2010

### Żagle
Jacht nosi białe, dakronowe żagle. Wyposażony jest w następujący komplet:
| Nazwa żagla        | Powierzchnia ożaglowania m² | Oznaczenie żagla |
| ------------------ | --------------------------- | ---------------- |
| Fok                | 33                          | F                |
| Grot               | 34                          | G                |
| Bezan              | 13                          | B                |
| Fok sztormowy      | 6,5                         | F sz             |
| Grot sztormowy     | 13,5                        | G sz             |
| Bezan sztormowy    | 6,5                         | B sz             |
| Fok mały           | 19                          | F m              |
| Kliwer             | 24                          | K                |
| Genua fok          | 54                          | G f              |
| Spinaker           | 80                          | S                |
| Grot mały          | 20                          | G m              |
| Grot stary (zapas) | 34                          | G                |

### Wyposażenie
Jacht ma dosyć podstawowe wyposażenie, na pokładzie znajdują się m.in.:

#### Wyposażenie eksploatacyjne
- akumulator, gniazdo 12 V, oświetlenie elektryczne, gniazda 230 V (po podłączeniu do zewnętrznego zasilania)
- 2 butle z gazem, kambuz z pełnym wyposażeniem, w tym kuchenką gazową na "kardanie" i zlewozmywakiem
- skrzynka narzędziowa

#### Wyposażenie nawigacyjne
- GPS
- radar
- echosonda
- odbiornik radiowy
- dwukanałowe urządzenie radiolokacyjne AIS

#### Wyposażenie bezpieczeństwa
- tratwa pneumatyczna 10-osobowa
- pasy ratunkowe (10 sztuk)
- 2 koła ratunkowe
- nadajnik komunikacyjny (Icom Inc., IC-M421 DSC), 25/1 W, klasa emisji G3E G2B, Pasmo V)
- radiopława EPIRB (Sailor 406 MHz)
- czerwone race świetlne
- apteczka
- gaśnica, koc gaśniczy.

## Historia
Kadłub Biesa został wybudowany na początku lat 70. XX wieku w Zakładach Urządzeń Przemysłowych w Nysie, a następnie zabudowany i wyposażony w Stoczni Jachtowej w Szczecinie.
W lipcu 1972 roku został wodowany i od tej pory pływa po morzach w rejsach żeglarskich organizowanych przez klub sportowy MZKS Nysa.
Na początku lat 80. jacht został przekazany do eksploatacji w Okręgowym Opolskim Związku Żeglarskim, który do końca 2006 roku organizował rejsy żeglarskie dla żeglarzy z Opolszczyzny oraz innych rejonów Polski.
Z początkiem roku 2007 jacht Bies powrócił do Klubu Żeglarskiego Nysa (następcy klubu sportowego MZKS Nysa). W 2012 roku jacht zmienił właściciela. Obecnie jest nim Wojciech Kaczor.

## Rejsy
- 1972 – pierwszy rejs – do Malmö i Kopenhagi[4]
- czerwiec 1973: RFN – Helgoland – Dania – Szwecja
- czerwiec 1974: Londyn – Dunkierka – Ostenda – Zeebrugge – Amsterdam
- 1975: Kanał Kiloński – Morze Północne – kanał La Manche – Atlantyk – Morze Śródziemne – Cieśnina Bosfor – Cieśnina Dardanele – Morze Czarne
- lipiec-październik 1976: Warna – Stambuł – Çanakkale – Ajos Efstratios – Pireus – Isthimia – Itaka – Korfu – Brindisi – Split – Żuliana – Dubrownik – Torre del Greco – Cagliari – Gibraltar – Tanger – Kadyks – Lizbona – Baiona – Kilonia
- czerwiec-lipiec 1980: Helsinki – Visby – Kalmar
- lipiec-sierpień 1983: Kilonia - Cuxhaven – Helgoland - Amsterdam
- lipiec 1984: Lubeka – Privall – Travemunde – Kilonia
- sierpień 1995: Trzebież - Rønne - København - Helsingør - Oslo - Malmö - Falsterbo - Sassnitz - Trzebież
- lipiec 2004: Świnoujście – Kopenhaga – Skagen – Esbjerg – Helgoland – Cuxhaven – Brunsbuttel – Holtenau – Kilonia
- sierpień 2007: Świnoujście – Kilonia – Kanał Kiloński – Hamburg – Helgoland - Amsterdam, pod kierunkiem kapitana Bogdana Sobiły
- wrzesień 2008: Thyborøn – Narwik – Lofoty – norweskie fiordy, kapitan Paweł Kardasz
- sierpień 2009: Gdynia – Władysławowo – Utklippan – Kalmar – Sanvik – Visby – Hel – Bornholm – Świnoujście – Trzebież, ze sternikiem Michałem Łukaszewiczem[5]
- kwiecień 2010: Świnoujście – Kilonia – Helgoland – Travemunde
- maj 2010: Trzebież – Świnoujście – Sassnitz – Kopenhaga – Helsingor – Świnoujście – Trzebież
- czerwiec-lipiec 2010: Trzebież – Thyborøn – Bergen
- lipiec 2010: Bergen – Wyspy Owcze – Reykjavik, z kapitanem Maciejem Mierneckim
- sierpień 2010: Reykjavik – Wyspy Owcze – Szkocja – Belfast, z kapitanem Maciejem Mierneckim
- sierpień 2010: Belfast – Edynburg
- sierpień-wrzesień 2010: Edynburg – Londyn
- wrzesień 2010: Londyn – Dunkierka – Nieuwpoort – Sognefjord (Flåm) – Bergen, z kapitanem Piotrem Cichym
- wrzesień-październik 2010: Bergen – Fjærland – Vadheim – Bergen – Bekkjarvik – Thyborøn – Lemvig – Glyngøre – Aalborg, z kapitanem Piotrem Cichym.

## Galeria

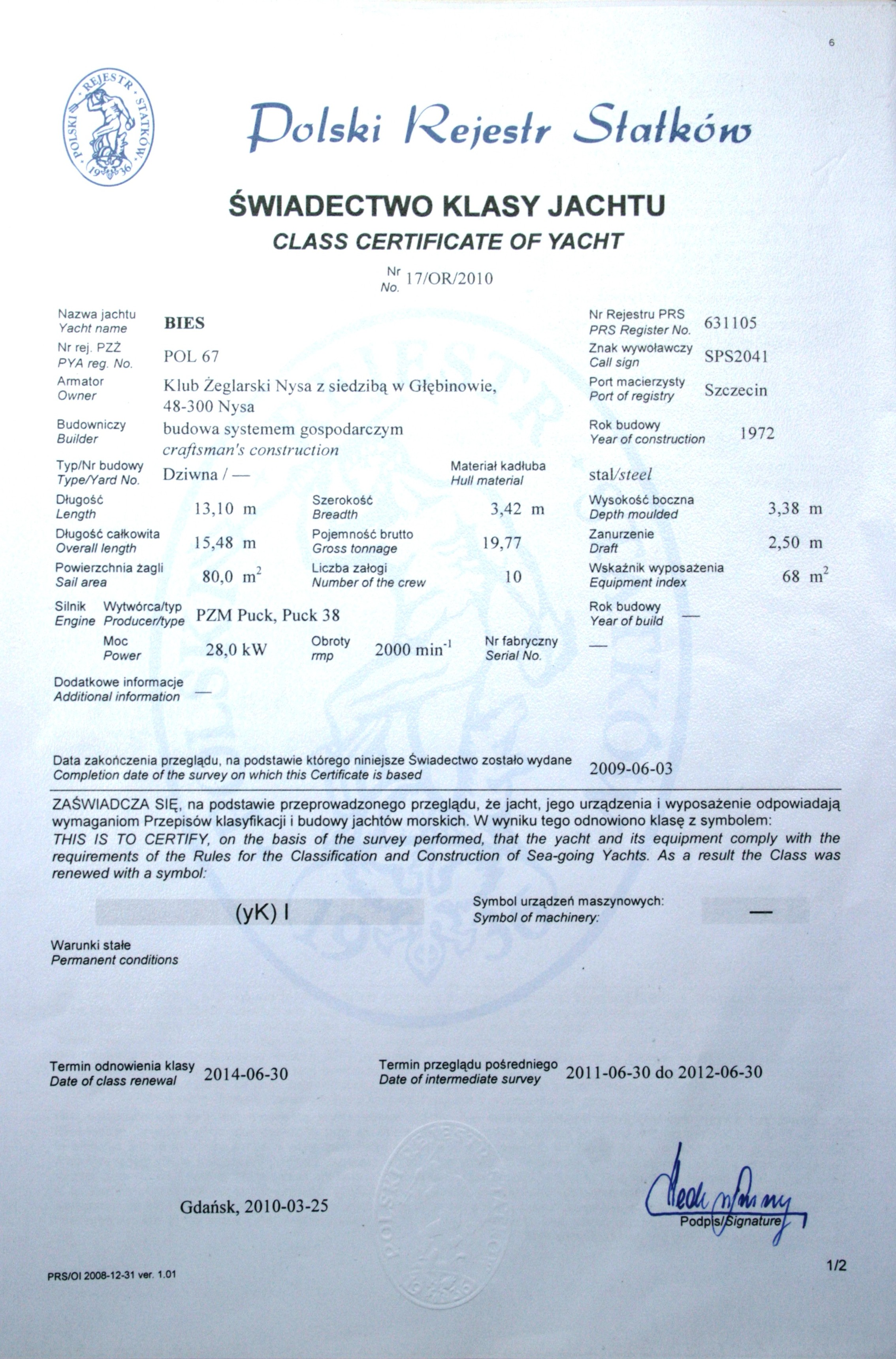
Świadectwo klasy jachtu s/y Bies wystawione przez PRS
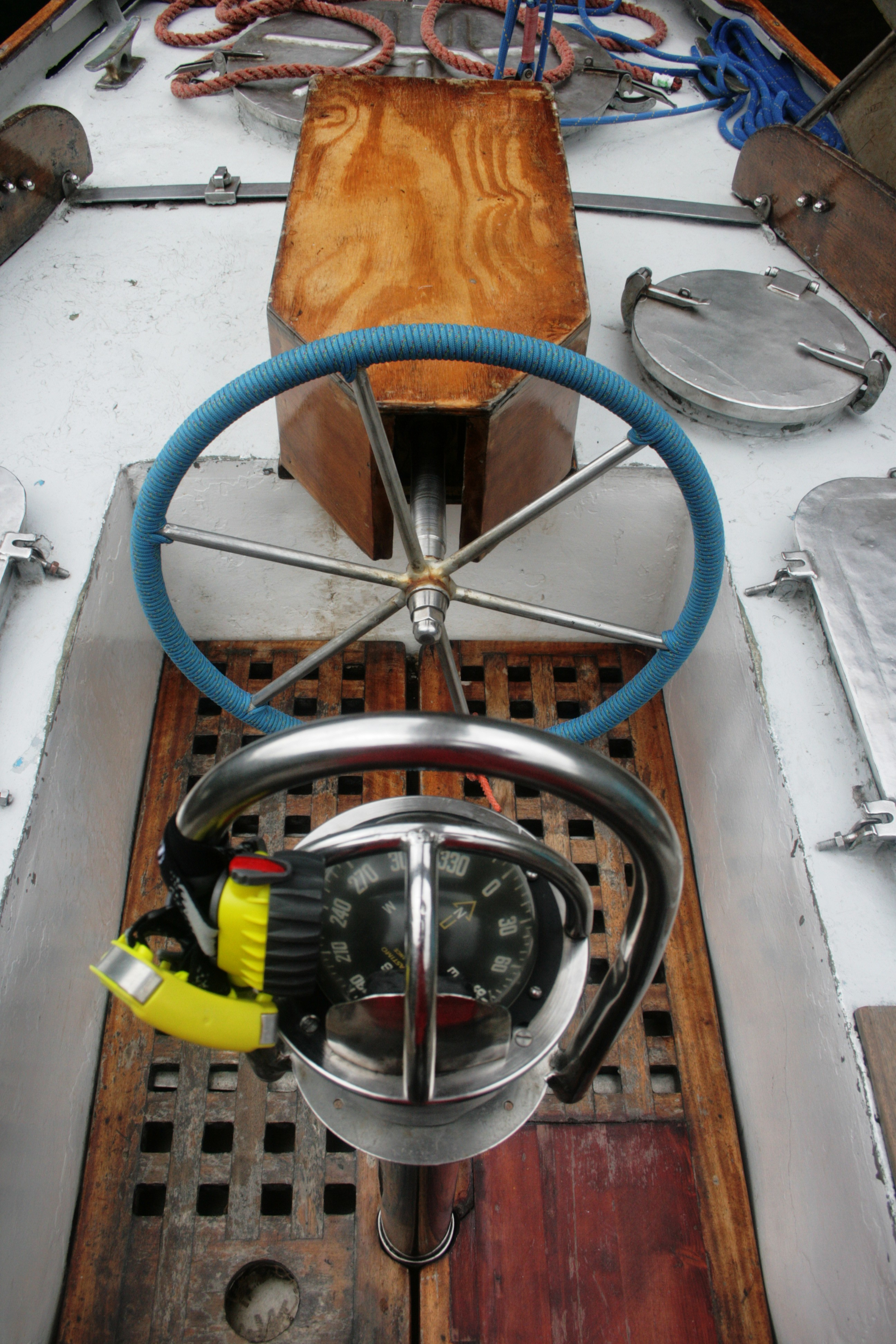
Kokpit s/y Bies
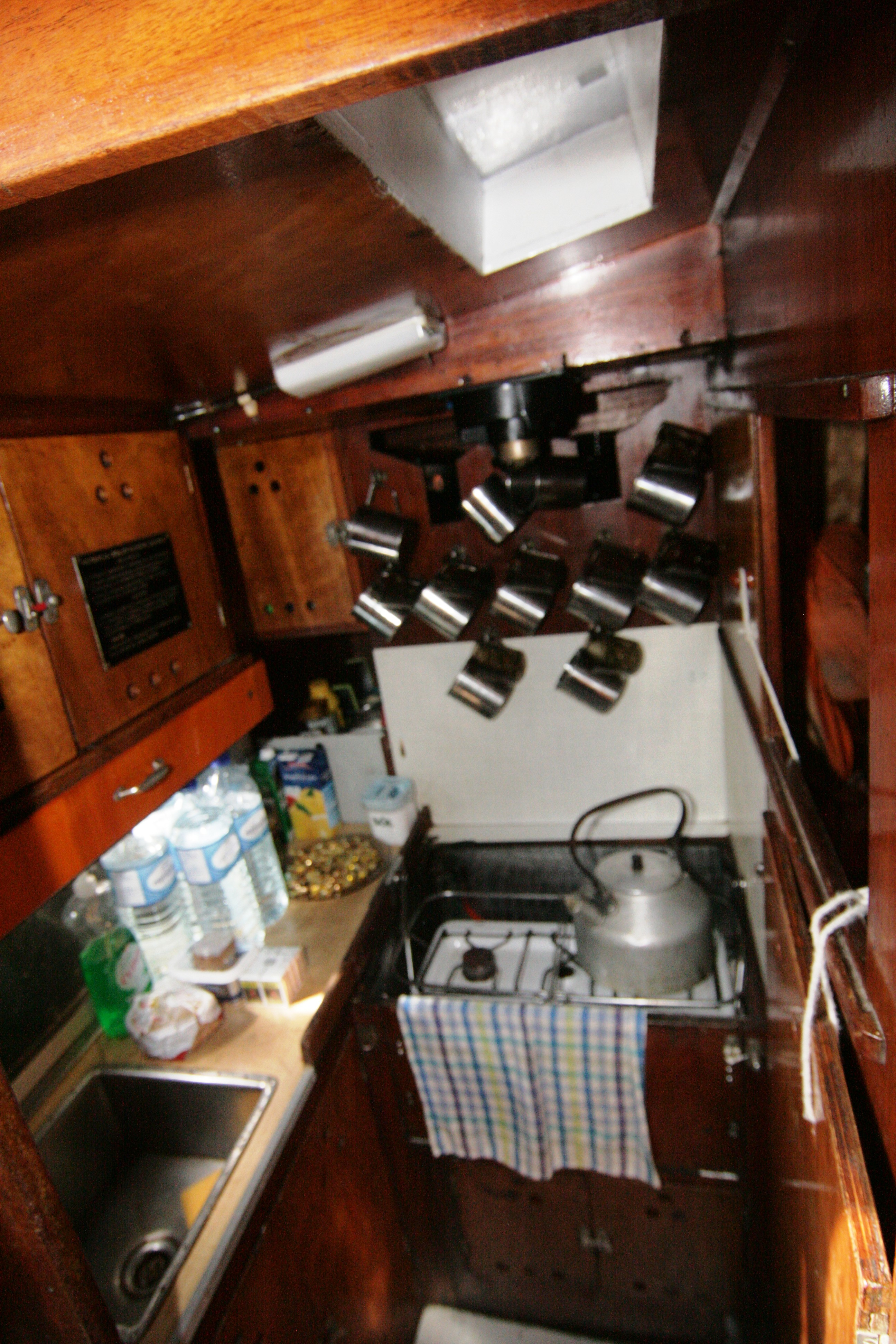
Kambuz na s/y Bies
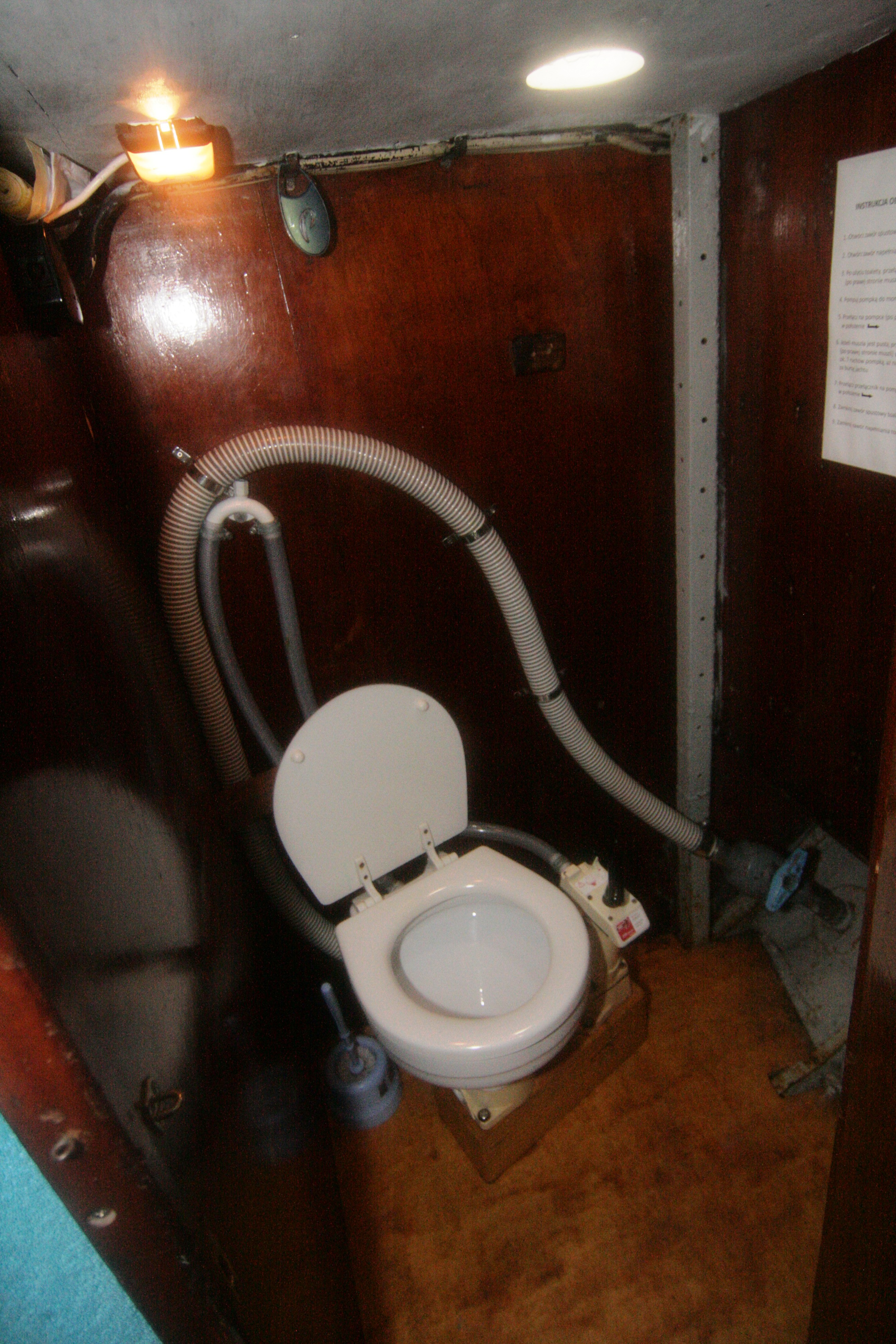
Kingston na s/y Bies
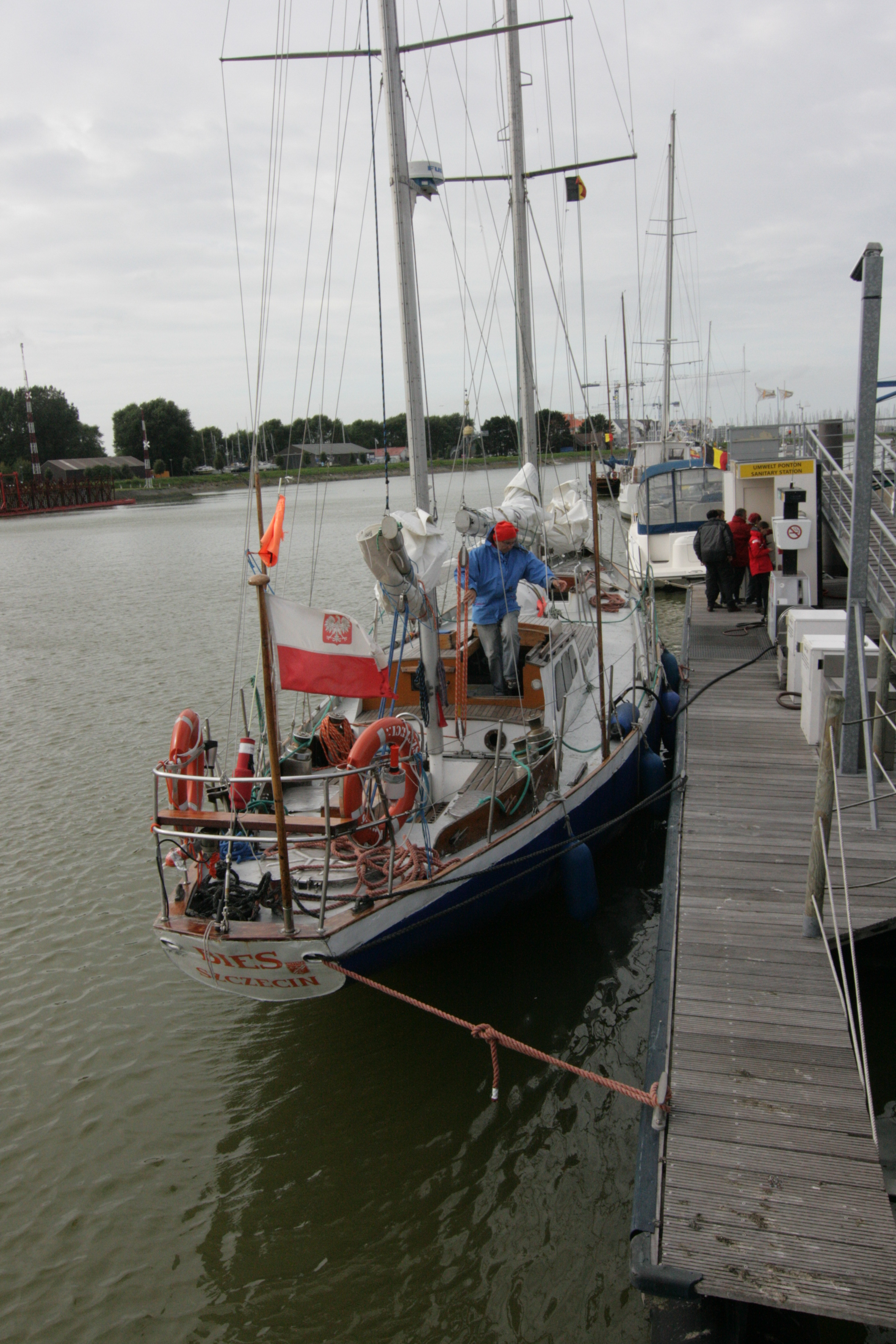
s/y Bies tankuje w Nieuwpoort w Belgii
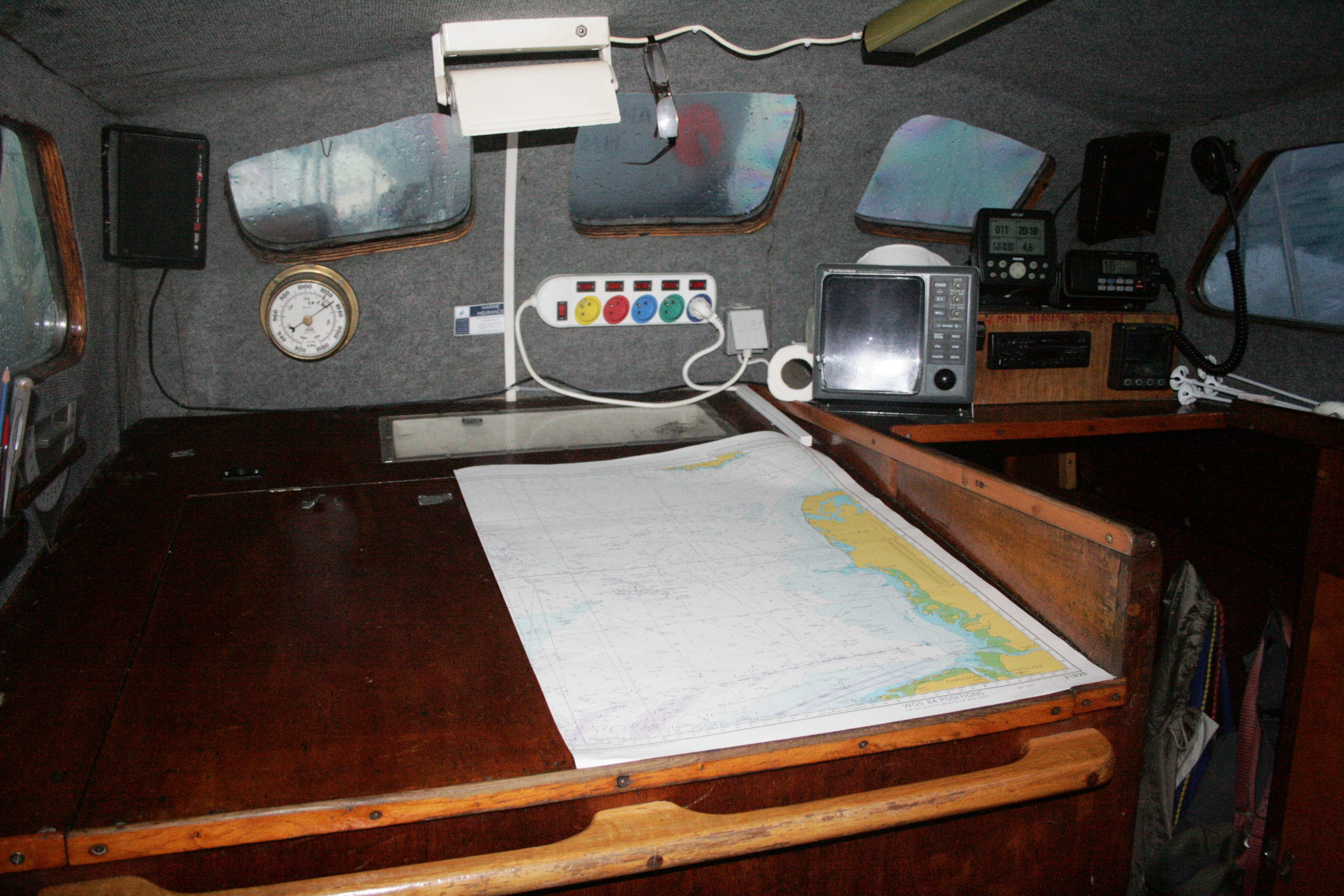
Kabina nawigacyjna s/y Bies
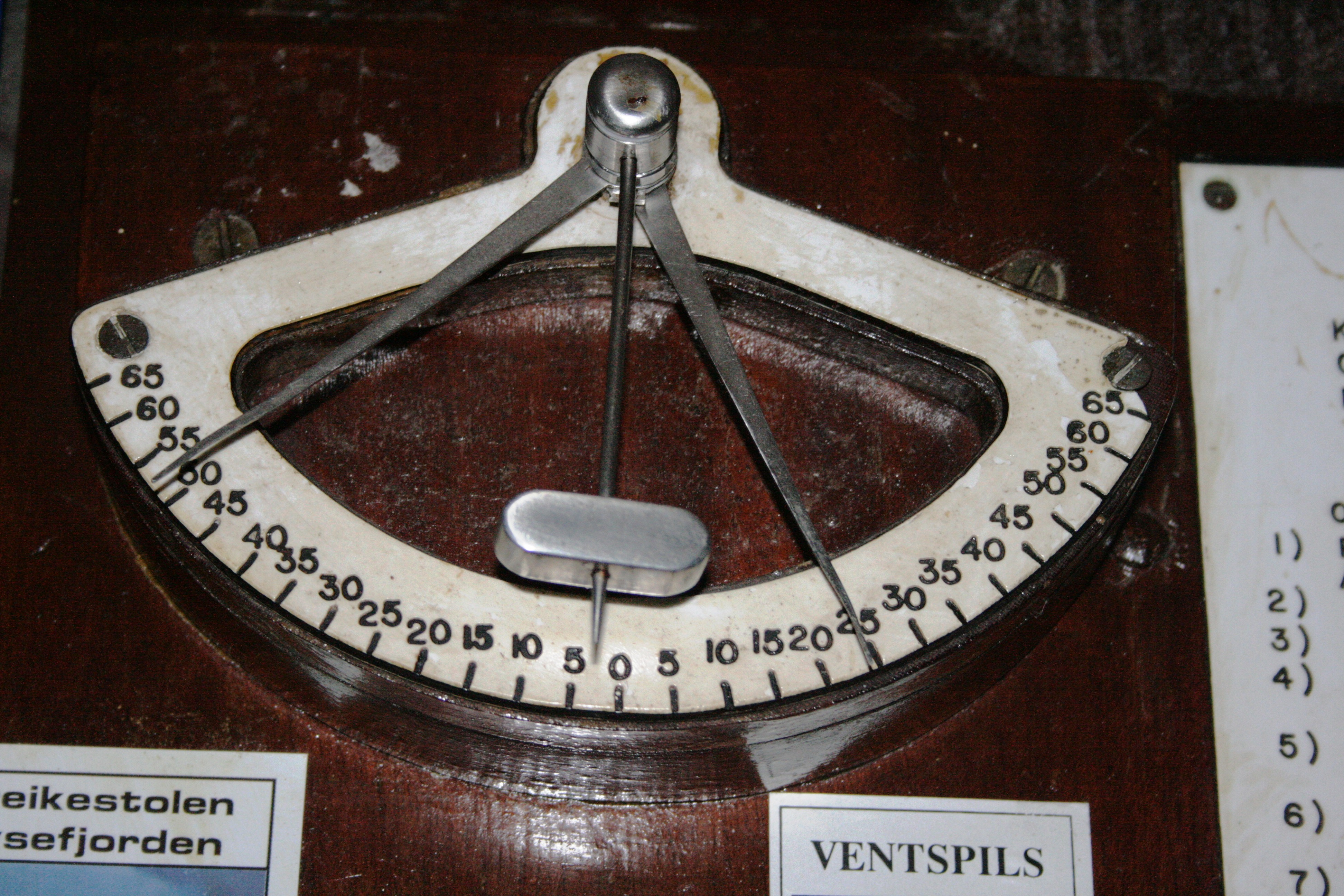
Przechyłomierz jachtu Bies po rejsie przez Morze Północne we wrześniu 2010 r.
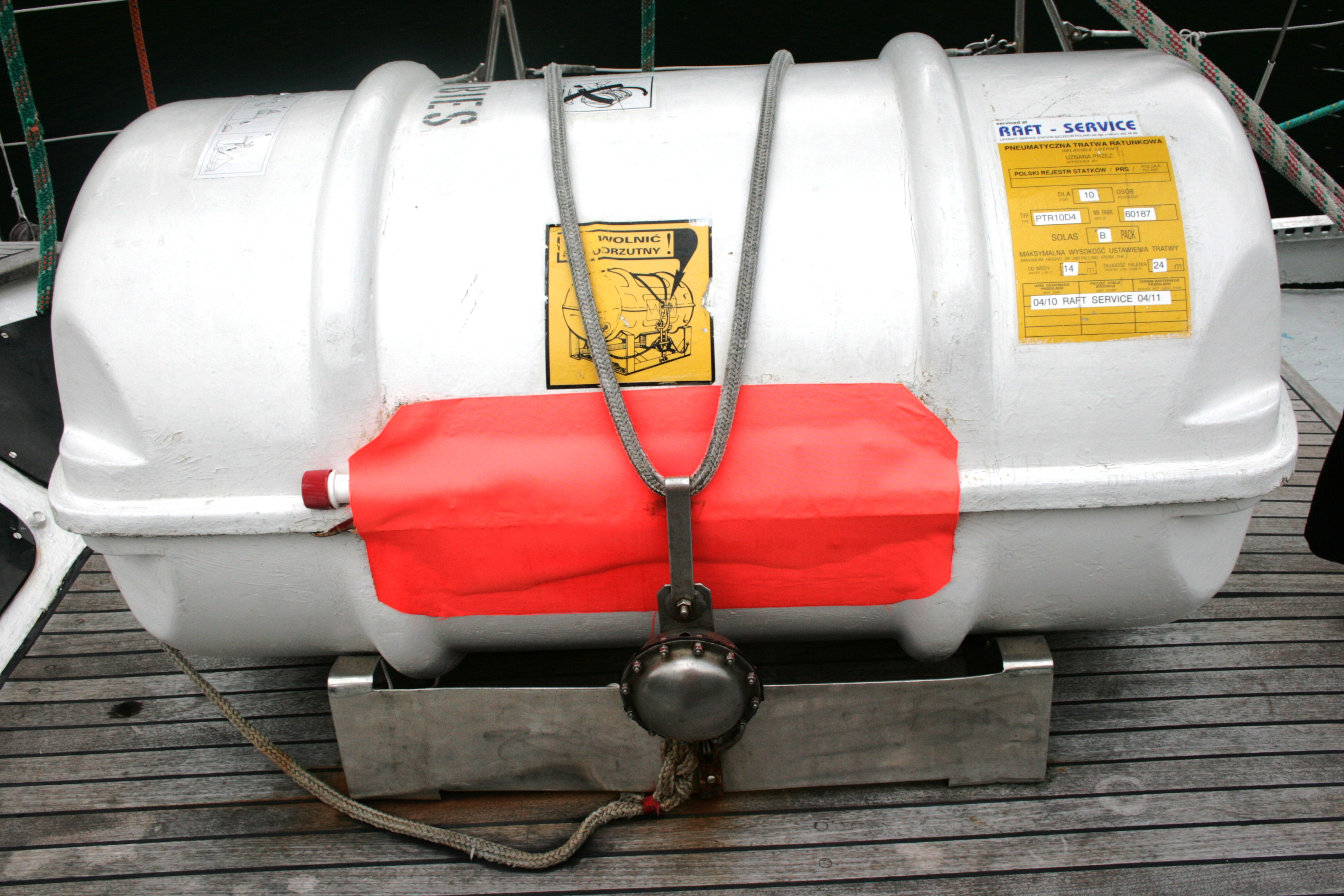
Pneumatyczna tratwa ratunkowa na s/y Bies
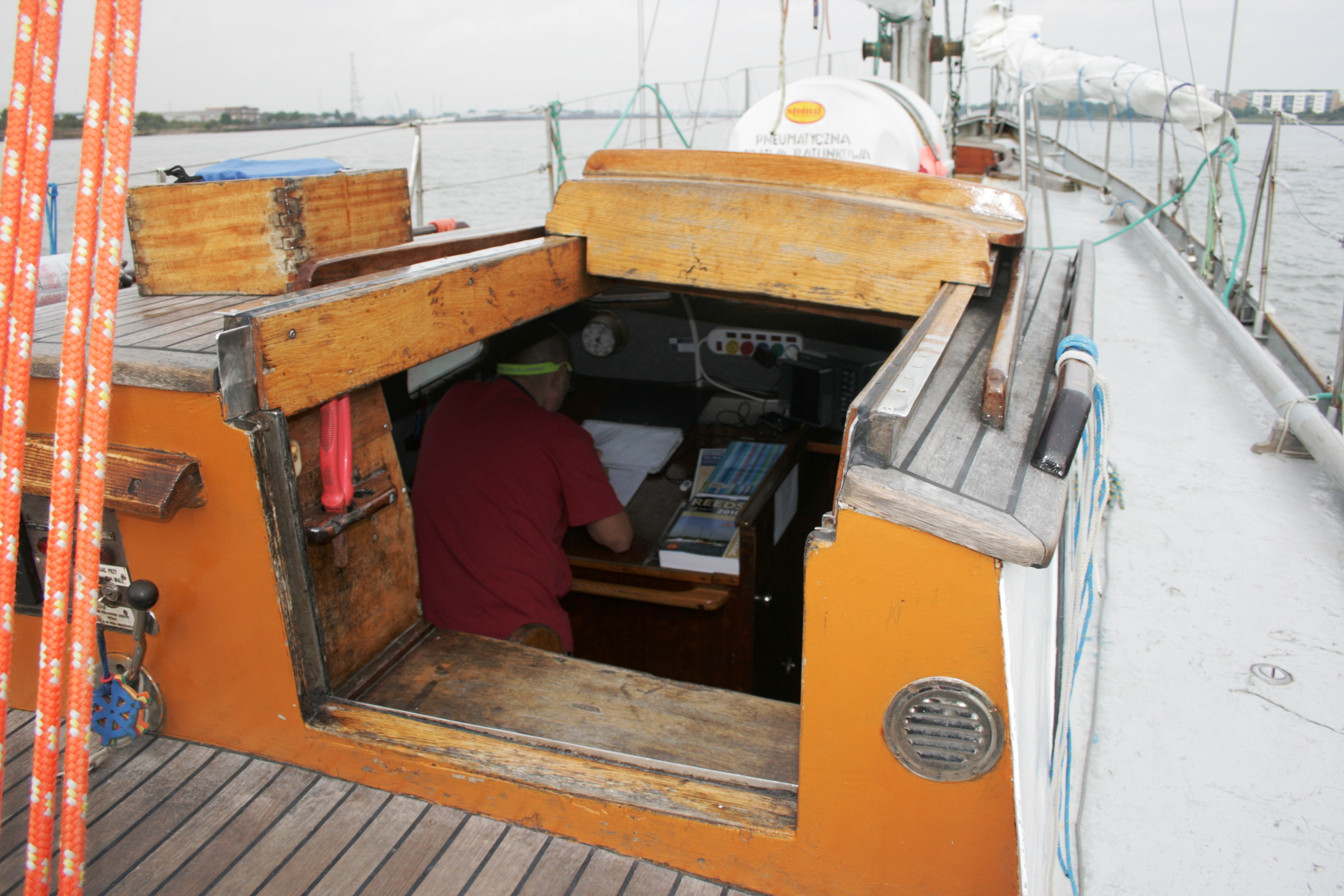
Zejściówka do kabiny nawigacyjnej na s/y Bies